# Gerhard Christopher von Walterstorff
Gerhard Christopher von Walterstorff (4. februar 1722 – 6. september 1795) var en dansk søofficer, bror til Michael von Walterstorff.
Han var søn af major ved jyske Kyrasserer Ernst Frederik von Waltersdorff (1689 – 31. marts 1759) og Beate Hedevig Christine f. Weilø (1688 – 28. februar 1769). Han blev 1743 sekondløjtnant i Marinen, 1750 premierløjtnant, 1755 kaptajnløjtnant, 1759 kaptajn, 1767 kommandørkaptajn, 1775 kommandør og 1782 kontreadmiral. I sine første officersår var Waltersdorff flere gange udkommanderet, sidste gang 1752 som chef for galejen Jægersborg, men overgik tidlig i administrationen og kom derefter ikke oftere til søs. Allerede 1749 blev han midlertidig og 1755 virkelig ekvipagemester, samme år havnemester og medlem af Konstruktionskommissionen; 1765 indtrådte han i Tøjhuskommissionen, 1773 i Takkeladskommissionen; 1778 blev han Holmens chef (til 1781) samt medlem af Defensionskommissionen, 1787 præses i Konstruktionskommissionen, og desuden medvirkede han i talrige særlige kommissioner, i krigsretter osv.
Han giftede sig 13. november 1748 med Anna Hedevig Hollmann (14. marts 1718 – 1. april 1773), datter af hoftrompeter Hollmann, og døde 6. september 1795.